# Peter Hauptmann (Theologe)
Peter Hauptmann (* 25. März 1928 in Chemnitz; † 23. Juni 2016 in Überlingen) war ein deutscher lutherischer Theologe, Professor für Kirchengeschichte Osteuropas und Theologiegeschichte der Lutherischen Konfessionskirchen an der Westfälischen Wilhelms-Universität Münster, sowie Pfarrer der Selbständigen Evangelisch-Lutherischen Kirche und später der Evangelisch-Lutherischen Freikirche.

## Leben und akademisches Wirken
Peter Hauptmann kam 1928 in Chemnitz zur Welt, wo er auch die Heilige Taufe empfing. Er studierte von 1947 bis 1953 Theologie in Berlin, Rostock und Münster. 1953 promovierte er in Münster mit einer Arbeit über den altrussischen Glauben. Schon während seines Studiums war Peter Hauptmann, aus Protest gegen den Beitritt der lutherischen Landeskirchen zur EKD, der Selbständigen Evangelisch-Lutherischen Kirche in Hessen beigetreten, die eine Vorgängerkirche der heutigen Selbständigen Evangelisch-Lutherischen Kirche (SELK) ist. Von 1954 bis 1955 wirkte er als Vikar und Lehrer am Missionsseminar der Bleckmarer Mission unter Friedrich Wilhelm Hopf. An der Lutherischen Theologischen Hochschule Oberursel bestand er im November 1955 das Zweite Theologische Examen und wurde am 4. Dezember 1955 in Rodenberg am Deister durch Superintendent Martin zum Heiligen Amt der Kirche ordiniert. Im Anschluss an seine Ordination arbeitete Peter Hauptmann als Pfarrverweser in den Gemeinden Höchst, Usenborn und im fränkischen Mühlhausen.
1958 ging Hauptmann zurück an die Universität Münster und arbeitete dort am Ostkirchen-Institut unter der Leitung von Robert Stupperich, dessen Nachfolge er auch später antrat. Er habilitierte sich 1968 über die Katechismen der Ostkirche und bekam einen Lehrstuhl für Kirchengeschichte Osteuropas und Theologiegeschichte der Lutherischen Konfessionskirchen. Diesen Lehrstuhl hatte er bis 1990 inne. Seine Arbeitsschwerpunkte lagen in der Ostkirchenkunde und der Erforschung der Geschichte der lutherischen Freikirchen. Während seiner Zeit in Münster war er nicht der einzige Inhaber eines theologischen Lehrstuhls, der Glied der dortigen altlutherischen Gemeinde war. Hierzu zählten auch seine Kollegen Ernst Kinder (Systematische Theologie) und Karl Heinrich Rengstorf (Neues Testament).
Zentraler Gegenstand seiner Forschungen zu den Ostkirchen war im Wesentlichen die Russisch-Orthodoxe Kirche und hier vor allem die oppositionelle verfolgte Bewegung der Altgläubigen, denen er mehrere Referate im Jahrbuch Kirche im Osten widmete und schließlich eine späte Gesamtdarstellung widmete. In ihnen fand er eine seine altlutherische Gemeindezugehörigkeit spiegelnde Heimat.
Als in der SELK, zu deren Ministerium Peter Hauptmann gehörte, in den 1990er Jahren immer wieder das Thema Frauenordination diskutiert wurde, trat er aus der SELK aus und in die Evangelisch-Lutherische Freikirche (ELFK) über, weil er enttäuscht war, dass in seiner Kirche und auch an der Fakultät in Oberursel „fremdes Gedankengut“ um sich griff. In der ELFK engagierte er sich bis zu seinem Tod als theologischer Ratgeber bei Pastoralkonferenzen und Synoden, als Gastdozent am Lutherischen Theologischen Seminar in Leipzig und durch Predigtdienste in der süddeutschen Diaspora.

## Publikationen (Auswahl)
- Altrussischer Glaube. Der Kampf des Protopopen Avvakum gegen die Kirchenreformen des 17. Jahrhunderts. Vandenhoeck & Ruprecht, Göttingen 1963.
- Die Katechismen der russisch-orthodoxen Kirche. Entstehungsgeschichte und Lehrgehalt. Vandenhoeck & Ruprecht, Göttingen 1971, ISBN 978-3-525-56426-4.
- Gerettete Kirche. Studien zum Anliegen des Breslauer Lutheraners Johann Gottfried Scheibel (1783–1843). Vandenhoeck & Ruprecht, Göttingen 1987, ISBN 978-3-525-56438-7 (als Herausgeber).
- August Vilmars Vermächtnis. In: Lutherische Beiträge, 5. Jg., Nr. 4/2000, S. 277–299.
- Russlands Altgläubige. Vandenhoeck & Ruprecht, Göttingen 2005, ISBN 978-3-525-56130-0.
- Johann Gottfried Scheibel. Vom innersten Wesen des Christentums. Vandenhoeck & Ruprecht, Göttingen 2009, ISBN 978-3-89971-527-9 (als Herausgeber).